# 2,3-epoxypropyltrimethylammoniumchloride
2,3-epoxypropyltrimethylammoniumchloride, gewoonlijk afgekort tot EPTAC, is een quaternair ammoniumzout. In zuivere vorm is het een vaste stof, maar EPTAC wordt normaal getransporteerd en gebruikt als een oplossing in water met een concentratie van 70 tot 75%. In water ondergaat EPTAC een langzame hydrolyse; om dit te verhinderen wordt aan de oplossing een weinig (max. 4%) CHPTAC toegevoegd, en gebeurt het transport en de opslag onder temperatuurscontrole.

## Toepassing
EPTAC, en andere structureel gelijkaardige quaternaire ammoniumzouten zoals CHPTAC, worden vooral gebruikt in de productie van papier, via de kationisatie van zetmeel. Zetmeel (afkomstig van maïs, aardappelen, maniok en dergelijke) wordt chemisch gewijzigd met EPTAC zodat het kationisch (positief geladen) groepen verkrijgt. Dit kationisch zetmeel wordt aan de papierpulp toegevoegd. De vezels daarvan zijn van nature negatief geladen en stoten elkaar dus af; de positieve ladingen van het kationisch zetmeel neutraliseren dit. Op die manier hechten de vezels zich aan elkaar en kan men continue papierbanen produceren, en verkrijgt men papier met betere mechanische eigenschappen. De reactie verloopt via de nucleofiele reactie van het vrij elektronenpaar op een zuurstofatoom van het cellulose met de epoxidering.
Een klein gedeelte van de productie gaat naar de quaternisatie van andere natuurlijke of synthetische polymeren, zoals cellulose of proteïne, die in sommige lichaamsverzorgingsproducten gebruikt worden, of wordt omgezet tot carnitine en andere afgeleide verbindingen.

## Toxicologie en veiligheid
Uit een risicobeoordeling blijkt wel dat EPTAC kankerverwekkend en mogelijk mutageen is, en contactdermatitis kan veroorzaken bij herhaaldelijk contact. Om de risico's van de stof inzake toxiciteit voor de voortplanting te kunnen inschatten zijn nog bijkomende gegevens nodig.
Deze risico's zijn beperkt tot beroepsmatige blootstelling van werknemers; voor de consument is de blootstelling verwaarloosbaar.